# 桑原道夫
桑原 道夫（くわはら みちお、昭和23年10月24日 - ）は、埼玉県出身の実業家。国立大学法人東京外国語大学監事、東芝テック取締役。ダイエー元代表取締役社長。元丸紅代表取締役副社長。

## 人物
丸紅に入社後、自動車畑を進む。その後副社長に就任、2010年にはダイエー社長に就任した。業態転換を推進し、黒字転換を達成するなど経営に貢献した。

## 略歴
- 1948年（昭和23年）10月24日 - 埼玉県で出生。
- 1967年（昭和42年） - 埼玉県立浦和高等学校卒業
- 1972年（昭和47年） - 東京外国語大学を卒業後丸紅入社[4]。
- 2002年（平成14年） - 丸紅執行役員に就任[4]。
- 2006年（平成18年） - 丸紅専務執行役員[4]。、丸紅米国会社社長に就任。
- 2008年（平成20年） - 丸紅代表取締役副社長執行役員就任[4]。
- 2010年（平成22年） - ダイエー代表取締役社長に就任[4]。
- 2013年（平成25年） - ダイエー代表取締役社長社長退任。
- 2016年（平成28年） - 東芝テック取締役、国立大学法人東京外国語大学監事就任[4]。
- 2017年（平成29年） - 東芝テック取締役指名・報酬諮問委員会委員長就任[4]。
- 2020年（平成32年） - 片倉工業取締役就任[5]。
- 2021年（令和3年） - 東芝テック取締役特別委員会委員長、指名委員会委員長就任[5]。